# 港町駅

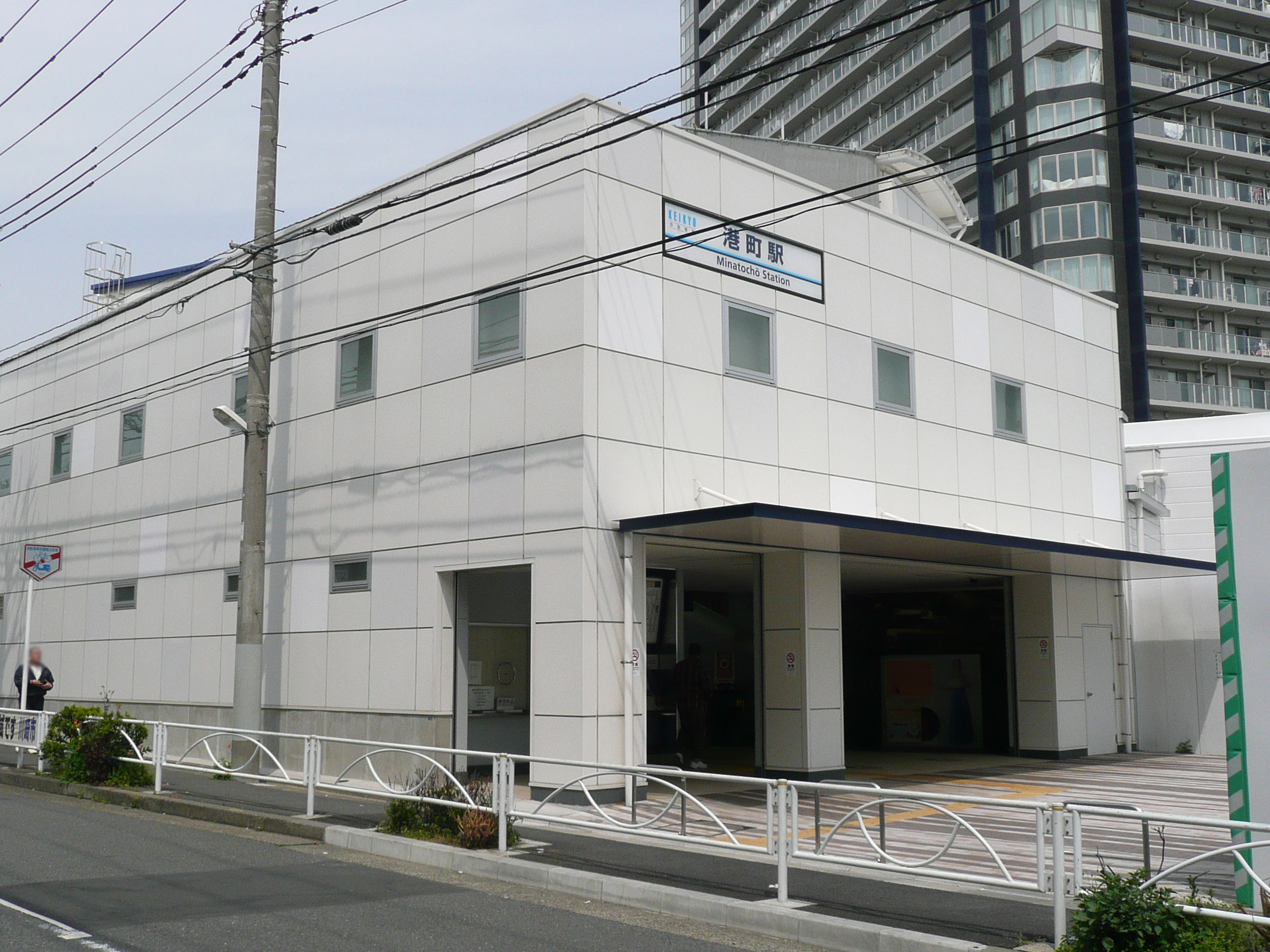
南口（2014年4月）

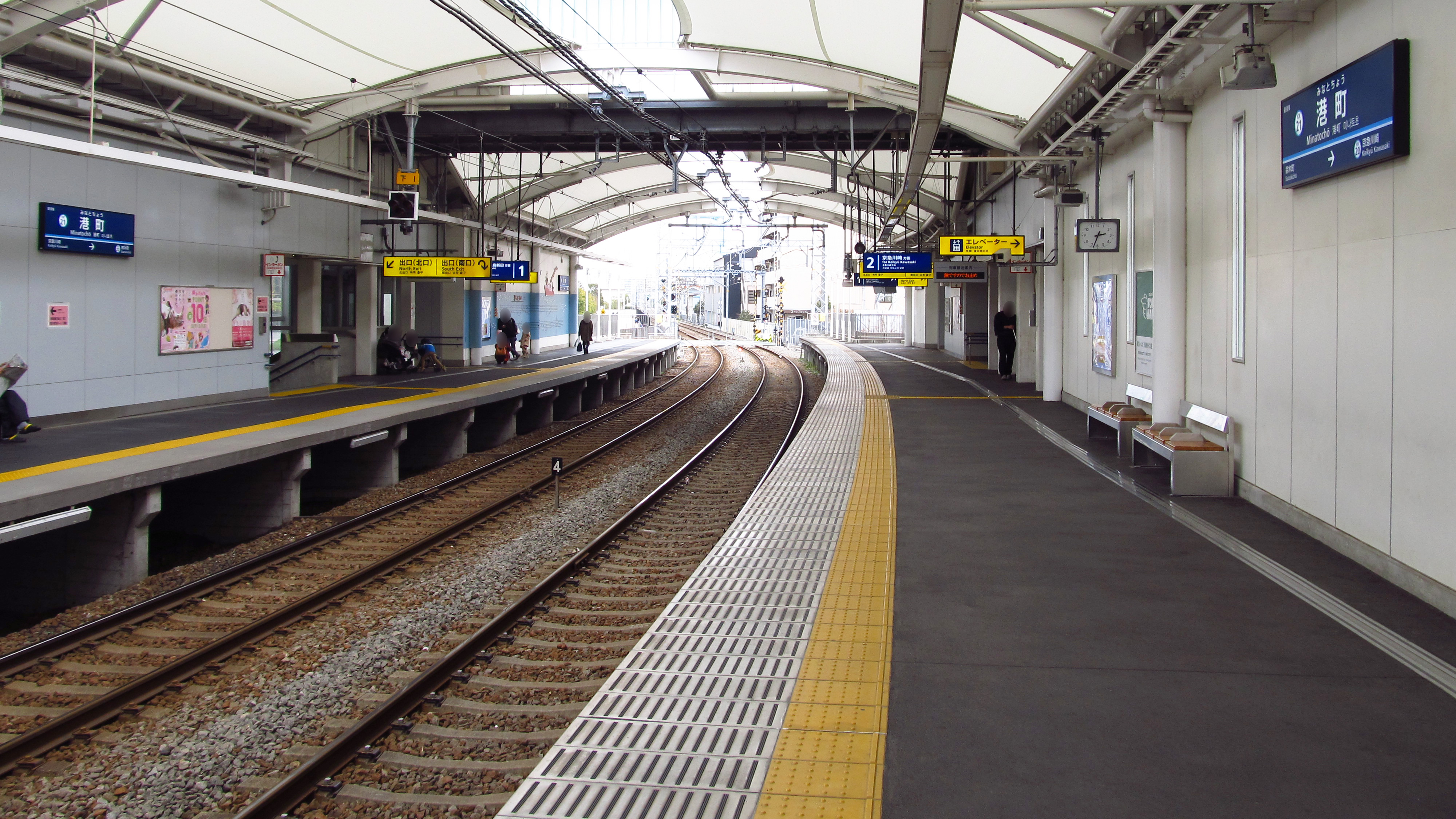
ホーム（2019年3月）

港町駅（みなとちょうえき）は、神奈川県川崎市川崎区港町にある、京浜急行電鉄大師線の駅である。駅番号はKK21。

## 歴史

### 年表
- 1929年（昭和4年） - 現在地から川崎大師寄り300mの位置に(臨)河川事務所前停留場開業。
- 1931年（昭和6年） - 河川事務所前停留場廃止。
- 1932年（昭和7年）3月21日 - コロムビア前駅として開業。
- 1943年（昭和18年）7月1日 - 休止。
- 1944年（昭和19年）2月1日 - 港町駅に改称して営業再開。改称は戦時中の外来語禁止や防諜上の理由からだという[1]。
- 1956年（昭和31年）10月18日 - 現在地に移転。
- 1977年（昭和52年）4月 - 構内踏切廃止。
- 2013年（平成25年）3月1日 - 北口改札を本設[2]。接近メロディを導入。「港町十三番地」が採用される。
- 2014年（平成26年）
  - 1月 - 駅改修工事終了（駅舎・跨線橋新設とそれに伴う南口改札口移設、バリアフリー化、ホーム改良、下記由来に伴うモニュメント設置など）。
  - 3月19日 - 第20回川崎市都市景観形成協力者表彰を受賞[3]。

旧駅名は日本コロムビア川崎工場（2007年閉鎖）の最寄り駅だったことに由来する。

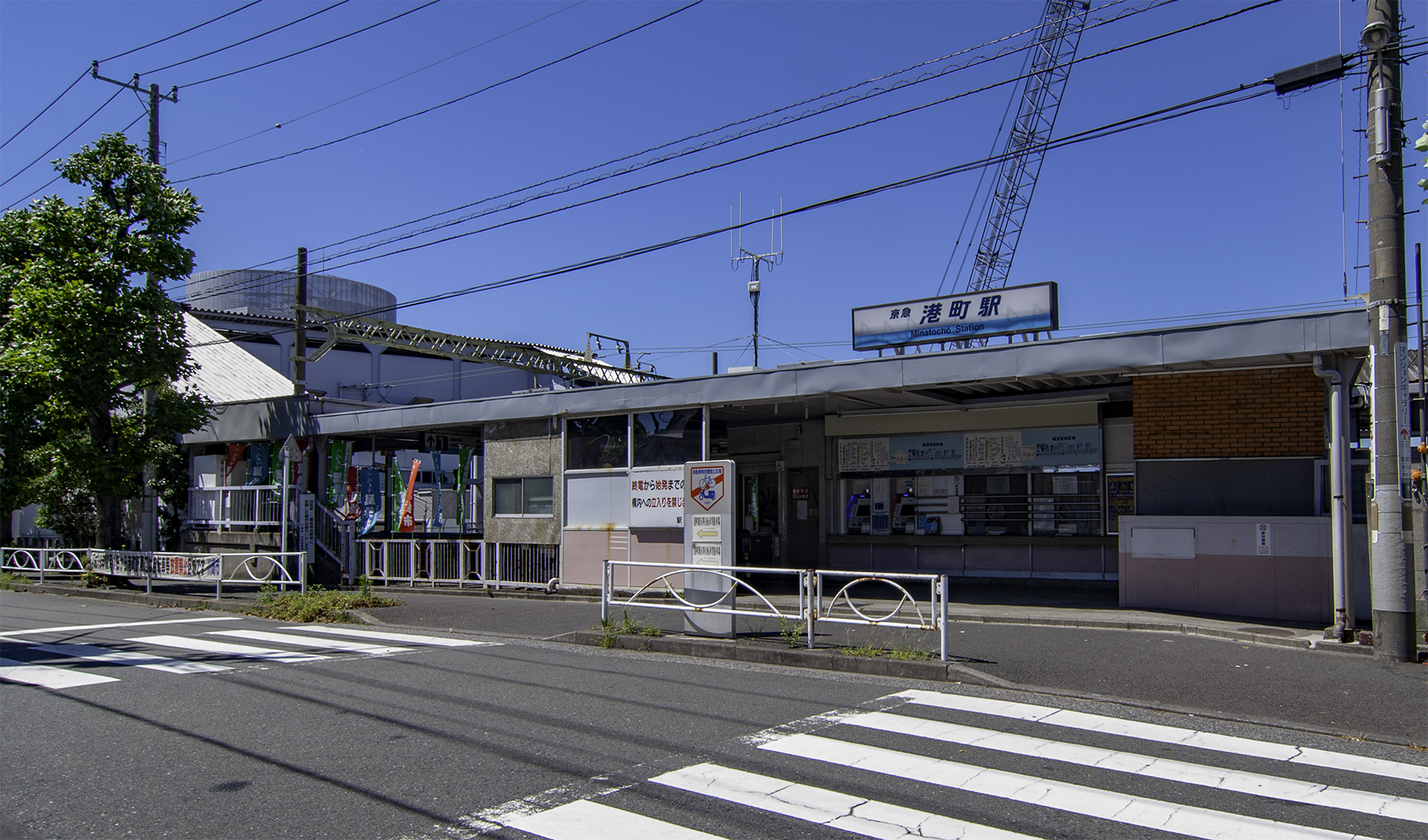
港町駅（2011年7月）
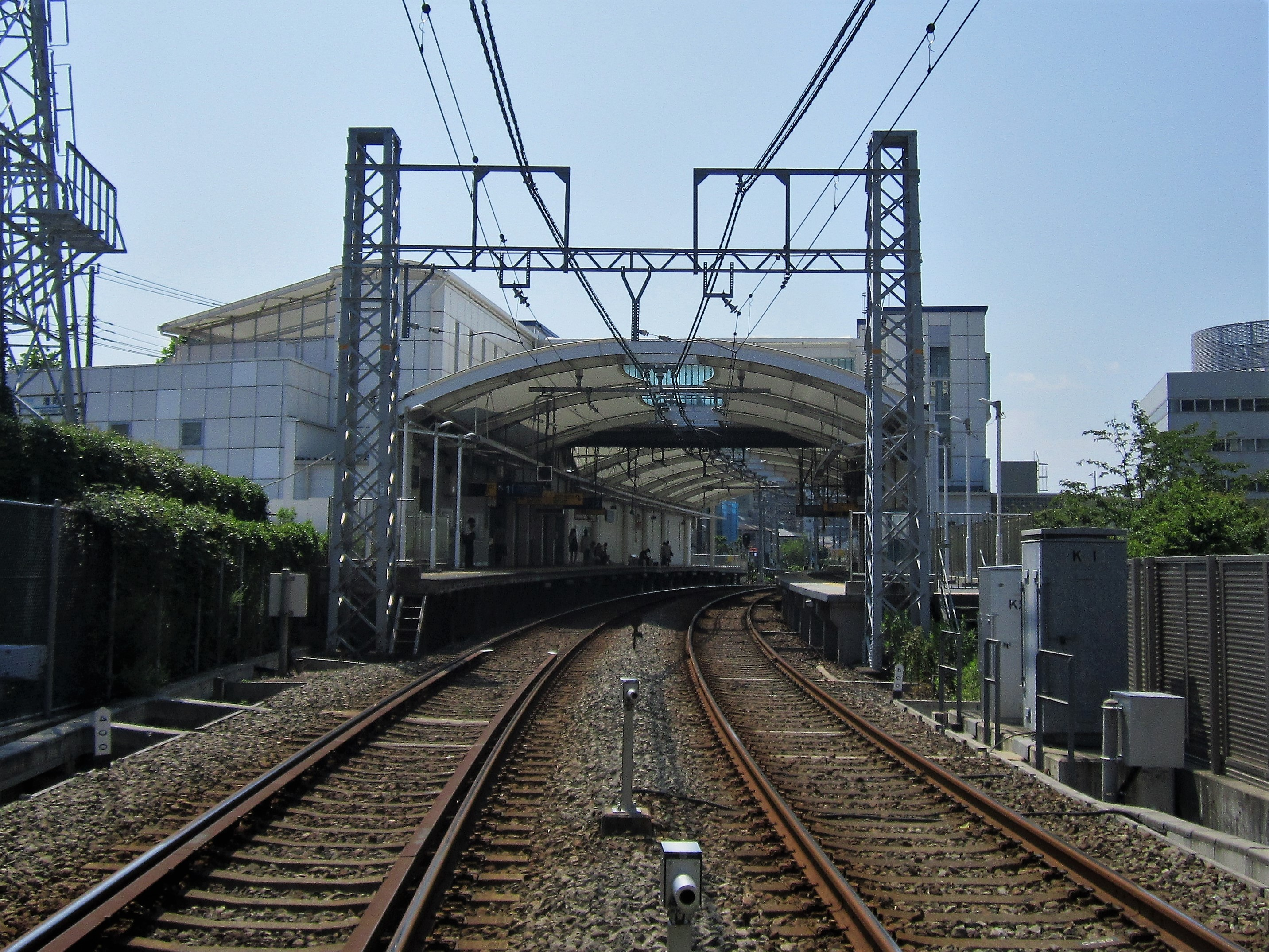
ホーム遠景（2019年8月）

## 駅構造
相対式ホーム2面2線を有する地上駅。ホーム間を連絡する跨線橋が設置されている。以前は上り線側（南側）にしか改札口がなかったが（下り線側には臨時改札口設置されていたが平日朝等にしか使用されていなかった）、駅北側にタワーマンションが竣工した事により、下り線側にも正式に改札口（北口）が設置された。
かつては早朝・深夜時間帯は駅員無配置であったが、現在は終日駅員配置駅。

### のりば
| 番線 | 路線   | 方向 | 行先                   |
| ---- | ------ | ---- | ---------------------- |
| 1    | 大師線 | 下り | 川崎大師・小島新田方面 |
| 2    | 大師線 | 上り | 京急川崎方面           |

### 接近メロディ
2013年3月1日から、美空ひばりの楽曲「港町十三番地」をアレンジしたものを接近メロディとして使用している。これは、ひばりが所属していた日本コロムビアの川崎工場があったこと、また当駅周辺が同曲の舞台であるとされていることにちなんでいる。メロディはスイッチの制作で、編曲は塩塚博が手掛けた。また、2013年3月1日には、南口改札前には同曲の歌碑、改札内に音符のオブジェ、レコードの歴史や会社を紹介するパネルが設置された。歌碑には歌詞、美空ひばりの写真、手形、サイン、レコードジャケットなどが掲載されており、ボタンを押すと1コーラス90秒の音楽が流れるようになっている。

## 利用状況
2024年度の1日平均乗降人員は7,737人であり、京急線全72駅中61位。大師線の駅では最も乗降人員が少ない。
近接する川崎競馬場に徒歩で向かえる実質的な最寄駅として機能しているため、特に川崎競馬の本場開催日を中心に混雑し、混雑状況に対応して臨時出札口の設置や駅入口での初乗り区間の切符の臨時発売なども実施される。また大師線にも競馬観客輸送に対応した増発ダイヤが用意されている。
近年の1日平均乗降・乗車人員推移は下記の通り。
| 年度               | 1日平均 乗降人員 | 1日平均 乗車人員 |
| ------------------ | ---------------- | ---------------- |
| 1995年（平成07年） |                  | 3,108            |
| 1996年（平成08年） |                  | 3,138            |
| 1997年（平成09年） |                  | 2,944            |
| 1998年（平成10年） |                  | 2,823            |
| 1999年（平成11年） |                  | 2,788            |
| 2000年（平成12年） |                  | 2,470            |
| 2001年（平成13年） |                  | 2,430            |
| 2002年（平成14年） | 4,770            | 2,297            |
| 2003年（平成15年） | 4,420            | 2,143            |
| 2004年（平成16年） | 4,266            | 2,033            |
| 2005年（平成17年） | 4,202            | 1,976            |
| 2006年（平成18年） | 4,215            | 1,960            |
| 2007年（平成19年） | 3,924            | 1,934            |
| 2008年（平成20年） | 3,539            | 1,784            |
| 2009年（平成21年） | 3,521            | 1,747            |
| 2010年（平成22年） | 3,222            | 1,661            |
| 2011年（平成23年） | 3,366            | 1,584            |
| 2012年（平成24年） | 3,822            | 1,877            |
| 2013年（平成25年） | 4,856            | 2,243            |
| 2014年（平成26年） | 5,099            | 2,511            |
| 2015年（平成27年） | 6,431            |                  |
| 2016年（平成28年） | 7,138            |                  |
| 2017年（平成29年） | 8,147            |                  |
| 2018年（平成30年） | 8,133            |                  |
| 2019年（令和元年） | 7,963            |                  |
| 2020年（令和02年） | 5,433            |                  |
| 2021年（令和03年） | 5,959            |                  |
| 2022年（令和04年） | 7,064            |                  |
| 2023年（令和05年） | 7,537            |                  |
| 2024年（令和06年） | 7,737            |                  |

## 移転・地下化計画について
京急大師線の連続立体交差事業が1993年（平成5年）に都市計画決定、1994年（平成6年）に事業認可され、当駅を含む区間は南側に移設する形で地下化する予定として、事業が行われてきた。しかし、当駅を含む2期区間については、すぐに事業化できる状況ではないとして事業期間の延長申請を見送り、2016年3月29日付で事業は休止となった。その後、2017年10月27日に行われた平成29年度第1回川崎市公共事業評価審査委員会にて審議した結果、中止することが決まった。

## 駅周辺
駅東部には中小企業の工場が多く存在する。駅北部の日本コロムビア川崎工場跡地にはタワーマンションが3棟建設されている。
- 国道409号
- 川崎競馬場
- 川崎市立旭町小学校
- スーパーオートバックス かわさき店
- 川崎市港町公園
- 川崎河港水門
- NECフィールディング川崎営業所
- 富士見公園
- 京急キッズランド港町駅前保育園
- マーケットスクエア川崎イースト
- 川崎市立労働会館 サンピアンかわさき
- 六郷橋
- 徳泉寺（真宗大谷派）
- 医王寺（天台宗）
- オーケー 川崎本町店

### バス
最寄停留所は、国道409号線上にある競馬場前となる。以下の路線が乗り入れ、川崎鶴見臨港バスにより運行されている。
- 川01系統：川崎駅前行、殿町行 ※ 平日2本のみ[15][16]

## 隣の駅
京浜急行電鉄
 大師線
京急川崎駅 (KK20) - 港町駅 (KK21) - 鈴木町駅 (KK22)